# Кондрашёв, Василий Васильевич
Василий Васильевич Кондрашёв (2 [15] января 1903, село Красное, Псковская губерния — 18 мая 1975, Ленинград) — участник Советско-финской и Великой Отечественной войны, полный кавалер ордена Славы, ефрейтор, заряжающий 76-мм орудия 609-го стрелкового полка 139-й стрелковой Рославльской Краснознамённой ордена Суворова дивизии 49-й армии 2-го Белорусского фронта.

## Биография
Родился в семье крестьянина. Русский. Образование начальное. Работал в колхозе.
В 1939 году призван в Красную Армию. Участник Советско-финской войны, в 1940 году демобилизован из армии.
В июле 1941 года вновь призван в Красную Армию. В боях Великой Отечественной войны с октября 1941 года, воевал на Западном, Белорусском и Резервном фронтах.
6 января 1943 года в районе деревни Сож Смоленской области получил осколочное ранение в живот. 22 марта 1943 года под Сталинградом получил осколочное ранение в ногу.
17 июля 1944 года в районе Ковши Мостовского района Гродненской области Белорусской ССР заряжающий 76-мм орудия 609-го стрелкового полка 139-й стрелковой Рославльской Краснознамённой ордена Суворова дивизии 50-й армии 2-го Белорусского фронта рядовой Кондрашёв в составе расчёта огнём орудия уничтожил свыше отделения пехоты и из личного оружия — 5 солдат противника.
15 августа 1944 года Приказом по 139-й стрелковой дивизии Кондрашёв награждён орденом Славы 3-й степени.
2 сентября 1944 года в районе Хороманы, ныне Остроленкского повята, Мазовецкого воеводства Польша заряжающий 76-мм орудия 609 СП 139 СД 49-й армии 2 БФ рядовой Кондрашёв орудийным огнём вместе с расчётом орудия уничтожил свыше 20-ти фашистов, штурмовое орудие, пять пулемётов. Оставшись у орудия один, подавил пулемёт противника и истребил до отделения пехоты.
Приказом по войскам 49-й армии от 13 декабря 1944 года Кондрашёв награждён орденом Славы 2-й степени.
19 февраля 1945 года в районе Любашен, ныне Тухольского повята, Куявско-Поморского воеводства Польша заряжающий 76-мм орудия 609 СП 139 СД 49 А 2 БФ ефрейтор Кондрашёв вместе с расчётом, при отражении контратак противника, сжёг три БТР противника. Всего за январь—февраль 1945 года подбил 11 БТР и уничтожил до 200 вражеских солдат и офицеров.
Указом Президиума Верховного Совета СССР от 29 июня 1945 года за образцовое выполнение заданий командования в боях с немецко-фашистскими захватчиками ефрейтор Кондрашёв Василий Васильевич награждён орденом Славы 1-й степени.
Стал полным кавалером ордена Славы. Член КПСС с 1945 года.
Демобилизован в мае 1945 года — старшина в отставке.
Жил в городе Ленинграде, работал на заводе «Красная Заря».
Умер 18 мая 1975 года. Похоронен на Северном кладбище (Санкт-Петербург).

## Награды
- Орден Славы 1-й степени (29.06.1945)
- Орден Славы 2-й степени (13.12.1944)
- Орден Славы 3-й степени (15.08.1944)
- Медали, в том числе:
  - «В ознаменование 100-летия со дня рождения Владимира Ильича Ленина»
  - «За оборону Сталинграда»
  - «За победу над Германией в Великой Отечественной войне 1941—1945 гг.»
  - «Двадцать лет Победы в Великой Отечественной войне 1941—1945 гг.»
  - «Тридцать лет Победы в Великой Отечественной войне 1941—1945 гг.»
  - «Ветеран труда»
  - «В память 250-летия Ленинграда»